# UN-Klimakonferenz in Dubai 2023
Die UN-Klimakonferenz in Dubai 2023, kurz COP 28 (englisch United Nations Framework Convention on Climate Change, 28th Conference of the Parties, „Vertragsstaatenkonferenz“) war die 28. UN-Klimakonferenz.
Sie fand vom 30. November bis 13. Dezember 2023 in Dubai, der Hauptstadt des Emirats Dubai statt. Es kamen etwa 70.000 Teilnehmer.

## Vorsitz
Anfang Januar 2023 wurde mitgeteilt, dass der Minister für Industrie und Fortschrittstechnologien in den Vereinigten Arabischen Emiraten und Chef Chief Executive Officer (CEO) deren Ölgesellschaft Abu Dhabi National Oil Company (ADNOC), Sultan Ahmed al-Dschaber den Vorsitz übernehmen solle. Er wolle nach eigener Aussage dazu beitragen, das 1,5-Grad-Ziel „in Reichweite zu halten“.
Nach seiner Ernennung sagte Al-Dschaber, man werde „einen pragmatischen, realistischen und lösungsorientierten Ansatz einbringen, der transformative Fortschritte für das Klima und ein kohlenstoffarmes Wirtschaftswachstum ermöglicht“. Klimaaktivisten und -experten, unter anderem aus Kenia und Deutschland, kritisierten die Entscheidung, ihn zum Vorsitzenden der Konferenz zu machen.

## Vorbereitungen und Vorfeld
Anfang Mai 2023 fand in Berlin wie üblich der Petersberger Klimadialog zur Vorbereitung der COP statt; in der ersten Junihälfte des Jahres in Bonn eine weitere 10-tägige internationale Konferenz.
Im Vorfeld zur COP 28 wurde auch der erste Global Stocktake durchgeführt: Eine weltweite Bestandsaufnahme, inwieweit die Vertragsparteien des Übereinkommens von Paris Fortschritte gemacht haben und ihre Klimapolitik geeignet ist, die Ziele des Übereinkommens zu erreichen – in Dubai sollten die Ergebnisse präsentiert werden. Der im September des Jahres veröffentlichte technische Synthesebericht des Global Stocktake wertete die vorliegenden Informationen aus mit dem Ergebnis, dass das Übereinkommen zwar weltweit klimapolitische Anstrengungen ausgelöst habe, diese aber bei weitem nicht ambitioniert genug seien, um die Ziele des Übereinkommens zu erreichen. Die nationalen Klimaschutzbeiträge müssten erhöht und Maßnahmen zu ihrer Umsetzung verstärkt werden, ebenso die Anstrengungen zur Klimaanpassung und Klimafinanzierung.
Papst Franziskus veröffentlichte im Vorfeld der Konferenz das Apostolische Schreiben Laudate Deum, in dem er sich gegen die Klimawandelleugnung und für eine wirksame Bekämpfung der Klimakrise aussprach. Seine Anfang November 2023 angekündigte Teilnahme an der Weltklimakonferenz – als erster Papst – sagte er allerdings aufgrund seiner angeschlagenen Gesundheit Ende des Monats wieder ab.
Ende Oktober wurde eine Ausschusssitzung zur Ausgestaltung des auf der vorjährigen UN-Klimakonferenz in Scharm asch-Schaich beschlossenen Fonds für die Bewältigung klimabedingter Schäden und Verluste (→ Loss and Damage) in ärmeren Ländern ohne Ergebnis abgebrochen.
Mitte November wurde bekannt, dass Frankreich, das Vereinigte Königreich, die USA, Schweden, Südkorea und die Vereinigten Arabischen Emirate fordern wollten, die Atomkraftkapazitäten bis zum Jahr 2050 zu verdreifachen. Weitere Länder sollen für die Initiative gewonnen werden. Im Zentrum der Debatte sollte auch die Speicherung von CO2 stehen. So stellte sich etwa die Frage, ob fossile Kraftwerke, die solche Carbon Capture-Technologien einsetzen, weiterlaufen sollen.
Der Präsident der Vereinigten Staaten, Joe Biden, wurde durch Vizepräsidentin Kamala Harris, Außenminister Antony Blinken, den Klimabeauftragten John Kerry und weitere Mitarbeiter der Regierung und Ministerien vertreten. Die Schweiz wurde von Bundespräsident Alain Berset und Bundesrat Albert Rösti, Vorsteher des Eidgenössischen Departements für Umwelt, Verkehr, Energie und Kommunikation (UVEK) vertreten. Die deutsche Bundesregierung war durch Bundeskanzler Olaf Scholz und vier Minister (Vizekanzler Robert Habeck sagte kurzfristig ab) vertreten. Zu Beginn der Konferenz nahm der Klimaclub mit 33 Mitgliedern die Arbeit auf.
Bei der Konferenz waren mehr Lobbyisten vertreten als bei jeder anderen Weltklimakonferenz. Unter anderem nahmen 2456 Delegierte der Öl- und Gasindustrie teil, 475 aus der CCS-Branche und mehr als 100 Delegierte der Agroindustrie.

## Ergebnisse
Am ersten Tag der COP28 einigten sich die Teilnehmer auf erste Regeln für den Fonds für die Bewältigung klimabedingter Schäden und Verluste. Zum Start sagten fünf Staaten sowie die Europäische Union zusammen etwa 414 Millionen US-Dollar, umgerechnet 377 Millionen Euro, für den Fonds zu. Darunter sind Deutschland und die gastgebenden Vereinigten Arabischen Emirate mit je 100 Millionen Dollar die bisher größten Einzelgeber. Die EU stellte rund 147 Millionen Dollar bereit. Vereinbart ist, dass der Fonds bis zum Jahr 2030 mit mindestens 100 Milliarden Dollar im Jahr ausgestattet werden soll.
Die Vereinigten Arabischen Emirate kündigten einen neuen Investmentfonds mit Namen Alterra im Volumen von 30 Milliarden US-Dollar (umgerechnet etwa 27,5 Milliarden Euro) an, um mehr Geld für Klimaschutzprojekte in Entwicklungsländern, insbesondere in den Bereichen Energiewende, Umbau industrieller Prozesse sowie neue Klimaschutztechnologien, zu akquirieren. Zusammen mit privaten Geldgebern sollen bis zum Jahr 2030 bis zu 250 Milliarden US-Dollar mobilisiert werden. Aufsichtsratsvorsitzender des Fonds wird Sultan al-Dschaber.
Die Vereinigten Staaten, Frankreich, das Vereinigte Königreich, Japan, Kanada, die Vereinigten Arabischen Emirate und 16 andere Staaten haben bei der Konferenz einen gemeinsamen Aufruf zur verstärkten Nutzung der Kernenergie veröffentlicht; die Energiegewinnung daraus müsse bis 2050 verdreifacht werden, um bis dahin Klimaneutralität („net-zero“) zu erreichen.
Während der Konferenz veröffentlichte Germanwatch seinen neuen Klimaschutz-Index. Ihm zufolge gebe es gegenwärtig kein Land, das genügend Vorkehrungen zum Schutz des Klimas treffe.
Da die teilnehmenden Staaten bis zum regulären Ende keine Einigung über den Text der Abschlusserklärung erzielten, wurde die Konferenz verlängert. Die Konferenzleitung hatte einen Entwurf vorgelegt, in dem der weltweite Ausstieg aus allen fossilen Energieträgern nicht erwähnt wurde, sondern nur eine Reduzierung, weitergehende Maßnahmen nur als freiwillige individuell mögliche Optionen. Selbst der kaum umstrittene massive Ausbau erneuerbarer Energien wurde in dem Entwurf nicht zum allgemeinen Ziel erklärt. Insbesondere arabische OPEC-Länder lehnten einen Ausstieg ab, den eine Mehrheit der anderen Staaten fordert. Unter anderem die G77+China-Staaten kritisierten zudem, die historisch größten Treibhausgas-Emittenten würden nicht anerkennen, dass sie als Erste handeln müssen.
Am 13. Dezember einigten sich die Teilnehmer auf eine überarbeitete Fassung. In dieser beschlossen die Staaten zwar nicht den Ausstieg aus den fossilen Energieträgern. In der zentralen Abschlusserklärung ruft aber erstmals eine Klimakonferenz dazu auf, sich von diesen abzuwenden. Dies soll in „gerechter, geordneter Weise“ geschehen und müsse außerdem schon in diesem „entscheidenden Jahrzehnt“ beschleunigt werden, um im Jahr 2050 Treibhausgasneutralität zu erreichen. Um die notwendige „deutliche, schnelle und nachhaltige“ Reduzierung der Emissionen zu erreichen, soll weltweit die Kapazität erneuerbarer Energien bis 2030 verdreifacht und die Energieeffizienz jährlich verdoppelt werden. Außerdem wird gefordert, verstärkt auch auf andere emissionsfreie oder emissionsarme Technologien zu setzen; genannt werden neben den erneuerbaren Energien auch die Kernenergie, Wasserstoff sowie CO2-Abscheidung und -Speicherung.
Der Journalist Jonathan Watts urteilte in The Guardian, dass die Gewinner der Konferenz die Erdöl- und Erdgasindustrie, die USA und China, COP28-Präsident Sultan Al Jaber, die grüne Energieindustrie sowie Lobbyisten gewesen seien. Die Verlierer seien dagegen das Klima, kleine Inselstaaten, die Klimagerechtigkeit, zukünftige Generationen und andere Spezies sowie Wissenschaftler gewesen.

## Kritik
Kritisiert wurde die mangelnde Trennung zwischen der Organisation der COP 28 und der Abu Dhabi National Oil Company (ADNOC), das Ölunternehmen benutzte sogar dieselben IT-Systeme wie das Team um Al Jaber.
Konkret haben über 130 Politiker aus Europa und den USA die Absetzung des COP 28-Präsidenten gefordert. Sie befürchteten schon vor Beginn der Konferenz, dass die Entscheidung, den Leiter eines der größten Öl- und Gasunternehmen der Welt zum Präsidenten der COP 28 zu ernennen, das Risiko erhöhe, die Verhandlungen zu untergraben. Nach Datenanalysen zu zukünftigen Plänen des Unternehmens zur Extraktion von Öl und Gas und den absehbaren massiven Folgen für das Weltklima wurde erneut Kritik an der Auswahl des COP 28-Präsidenten geäußert.
Der von der internationalen Unternehmensberatungsfirma McKinsey & Company für die COP 28 erstellte Tagungsplan sah laut Agence France-Presse (AFP) ein „Energieübergangsnarrativ“ vor, mit dem eine über 2050 hinausgehende Verfeuerung signifikanter Anteile fossiler Energieträger sowie die Erschließung neuer Öl- und Gasvorkommen erreicht werden sollte. Der UN-Generalsekretär António Gueterres kommentierte diese Zielsetzung als „moralischen und wirtschaftlichen Wahnsinn“.
Auch kritisierten Aktivisten die fehlende Redefreiheit in Dubai.
Im Mai 2023 wurde bekannt, dass Mitarbeiter von Sultan Ahmed Al Jaber durch das Bearbeiten von Wikipediaartikeln gezielt versucht hatten, dessen machtvolle Stellung innerhalb der Ölindustrie zu verschleiern. Daraufhin wurde dem COP 28-Team Greenwashing vorgeworfen.